# Контошино
Конто́шино (рос. Контошино) — село у складі Косіхинського району Алтайського краю, Росія. Адміністративний центр Контошинської сільської ради.

## Населення
Населення — 846 осіб (2010; 960 у 2002).
Національний склад (станом на 2002 рік):
- росіяни — 83 %